# アーレン・クルーガー
アーレン・クルーガー（Ehren Kruger、1972年10月5日-）は、アメリカ合衆国の脚本家・映画プロデューサー。『ザ・リング』でブラム・ストーカー賞 脚本賞にノミネートされた。

## 経歴
バージニア州アレクサンドリアの出身で、1990年にThomas Jefferson High School for Science and Technologyを卒業し、ニューヨーク大学に通った。

## 作品

### 脚本
| 年         | 作品名                                                                 |
| 1998年     | キラーズ・イン・ザ・ハウス/真夜中の来訪者 Killers in the House         |
| 1999年     | 隣人は静かに笑う Arlington Road                                        |
| 1999年     | New World Disorder                                                     |
| 2000年     | スクリーム3 Scream 3                                                   |
| 2000年     | レインディア・ゲーム Reindeer Games                                    |
| 2002年     | クローン Impostor                                                      |
| 2002年     | ザ・リング The Ring                                                    |
| 2005年     | Rings                                                                  |
| 2005年     | ザ・リング2 The Ring Two                                               |
| 2005年     | スケルトン・キー The Skeleton Key                                      |
| 2005年     | ブラザーズ・グリム The Brothers Grimm                                  |
| 2007年     | ブラッドウルフ Blood and Chocolate                                     |
| 2007年     | Torso                                                                  |
| 2008年     | The Talisman                                                           |
| 2009年     | トランスフォーマー/リベンジ Transformers: Revenge of the Fallen        |
| 2011年     | トランスフォーマー/ダークサイド・ムーン Transformers: Dark of the Moon |
| 2014年     | トランスフォーマー/ロストエイジ Transformers: Age of Extinction        |
| 2017年     | ゴースト・イン・ザ・シェル Ghost in the Shell                          |
| 2019年     | ダンボ Dumbo                                                           |
| 2022年     | トップガン マーヴェリック Top Gun: Maverick                            |
| 2025年予定 | F1/エフワン F1                                                         |

### 製作総指揮
| 年     | 作品名                              |
| 2007年 | ブラッドウルフ 'Blood and Chocolate |
| 2017年 | ザ・リング/リバース Rings           |